# Постійна структурована співпраця
Постійна структурована співпраця (PESCO) — частина політики безпеки та оборони Європейського Союзу (ЄС) (CSDP), в якій 25 з 27 національних збройних сил мають на меті структурну інтеграцію. На підставі статті 42.6 та Протоколу 10 Договору про Європейський Союз, введеного Лісабонським договором у 2009 році, PESCO було вперше розпочато у 2017 році. Початкова інтеграція у формат PESCO – це низка проєктів, які були запущені у 2018 році.
Разом з Координованим щорічним оглядом з питань оборони (CARD), Європейським оборонним фондом і Спроможністю військового планування та ведення (MPCC) він формує новий комплексний оборонний пакет для ЄС.
PESCO подібний до розширеного співробітництва в інших сферах політики в тому сенсі, що інтеграція не вимагає участі всіх держав-членів ЄС.

## Історія

### Попередня активація

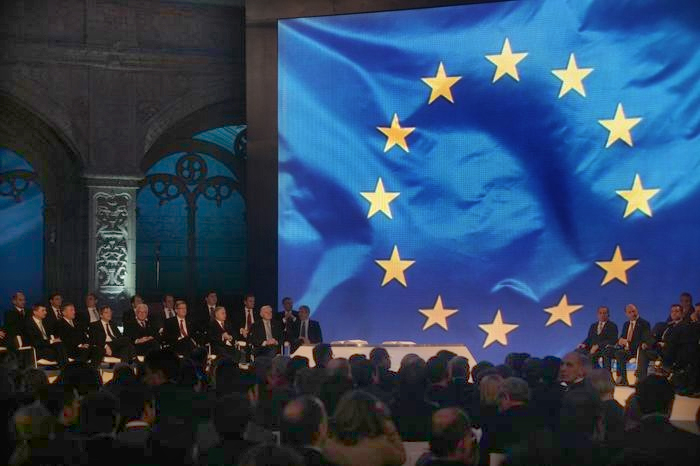
У 2009 році Лісабонський договір набув чинности, що забезпечує постійну структуровану співпрацю в галузі оборони між підгрупою бажаючих держав-членів.

Спершу PESCO було вписано в Європейську конституцію відповідно до статті III-312, яка не була ратифікована, а потім у Лісабонський договір 2009 року. Вона додала можливість для тих членів, чиї військові спроможності відповідають вищим критеріям і які взяли на себе більш обов’язкові зобов’язання один перед одним у цій сфері з метою виконання найвимогливіших місій, встановити постійну структуровану співпрацю (PESCO) в рамках ЄС. PESCO вважалося способом забезпечення спільної оборони, передбаченої у статті 42, але скептицизм щодо подальшої інтеграції, який виник через відмову від Європейської Конституції, означав, що його активація малоймовірна. Президент Жан-Клод Юнкер назвав її «сплячою красунею» Лісабонського договору.
У 2010-х роках геополітичний ландшафт навколо ЄС почав змінюватися, що спричинило низку криз. Громадянська війна в Лівії, громадянська війна в Сирії та піднесення Ісламської держави Іраку та Леванту спричинили європейську мігрантську кризу. Росія розпочала війну проти України в 2014 році, анексувавши Крим і спровокувавши триваючий конфлікт на сході України через Угоду про асоціацію між Україною та Європейським Союзом. У 2016 році Дональд Трамп, який був обраний президентом Сполучених Штатів, критикував союзників по НАТО, навіть кілька разів відмовляючись підтримати положення про взаємну оборону; і Сполучене Королівство, одна з двох найбільших військових держав ЄС, проголосувала на референдумі за вихід з ЄС.
PESCO дало новий імпульс європейському оборонному співробітництву. Вихід Сполученого Королівства, яка історично виступала противником цієї співпраці, дав надію на успіх. На мітингу в Баварії Анґела Меркель стверджувала, що: «Часи, коли ми могли повністю залежати від інших, певною мірою пройшли... Я відчула це за останні кілька днів. Ми, європейці, справді повинні взяти свою долю у власні руки». Наприкінці 2016 року ЄС включив оборонне співробітництво у свої декларації про Братиславу та Рим після Brexit.
Між Францією та Німеччиною були певні розбіжності щодо природи PESCO. Франція передбачала невелику, але амбітну групу з серйозними можливостями, яка робить великі практичні стрибки вперед; тоді як Німеччина, яка втомилася від подальших розколів у ЄС, хотіла більш інклюзивного підходу, який потенційно міг би охопити всі держави, незалежно від їхньої військової спроможності чи бажання інтегруватися. Крім того, для Німеччини мова йшла про нарощування потенціалу та надання сигналу єдності після Brexit, тоді як Франція була зосереджена на операціях і шукала допомоги для своїх перевантажених африканських військ. Їхній компроміс полягав у переосмисленні PESCO як процесу. PESCO буде інклюзивним, але не всі держави повинні брати участь у всіх проєктах, і прогрес буде поетапним, що дозволить розробити нові спільні можливості без необхідності спочатку вирішувати більші розбіжності щодо кінцевих цілей. Крім того, державам не потрібно вже мати можливості, а просто зобов’язуються працювати над ними. Це дозволило Франції удосконалити військовий потенціал без виключення держав, які ще не досягли цього порогу.

### Активація

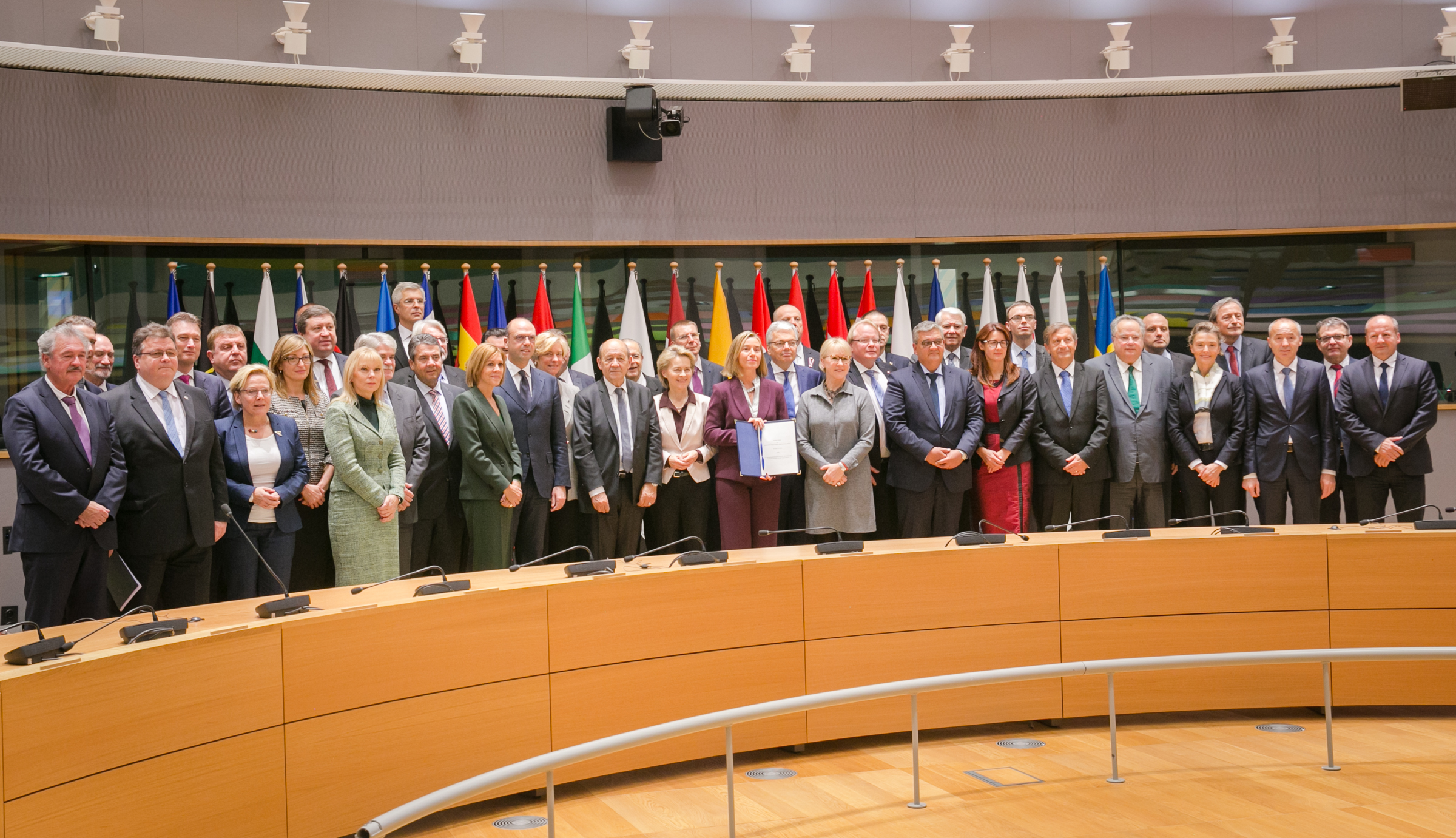
13 листопада 2017 року міністри закордонних справ і оборони 23 країн ЄС підписали Спільне повідомлення про створення PESCO в Раді з закордонних справ під головуванням Верховного представника із закордонних справ Федеріки Могеріні.

7 вересня 2017 року міністри закордонних справ ЄС уклали угоду щодо подальшого розвитку PESCO з 10 початковими проєктами. Угоду підписали 13 листопада 23 з 28 держав-членів. Ірландія та Португалія повідомили Високого представника та Раду Європейського Союзу про своє бажання приєднатися до PESCO 7 грудня 2017 року, а PESCO була активована 25 державами 11 грудня 2017 року після схвалення рішення Ради. Данія не брала участі, оскільки має відмову від Спільної політики безпеки та оборони, а також Сполучене Королівство, яке вийшло з ЄС у 2020 році. Мальта також відмовилася від участі через побоювання, що вона може суперечити її нейтралітету. Згідно зі статтею 46 ДЄС, країни-члени ЄС, які не беруть участі в ЄС, можуть подати запит на приєднання, повідомивши про це Раду, яка схвалить кваліфікованою більшістю держав-учасниць.

## Принципи
Ті держави-члени, чия військова спроможність відповідає вищим критеріям і які взяли на себе більш обов’язкові зобов’язання один перед одним у цій сфері з метою виконання найвимогливіших місій, повинні встановити постійне структуроване співробітництво в рамках Союзу. Така співпраця регулюється статтею 46. Вона не впливає на положення статті 43.— Стаття 42.6 Договору про Європейського Союзу, Стаття 42.6 Договору про Європейського Союзу
Ці держави повідомляють про свій намір Раду та Високого представника. Потім Рада кваліфікованою більшістю приймає рішення про створення PESCO та визначення списку держав-учасниць. Будь-яка інша держава-член, яка відповідає критеріям і бажає брати участь, може приєднатися до PESCO за тією ж процедурою, але в голосуванні за рішення братимуть участь лише держави, які вже входять до PESCO. Якщо держава-учасниця більше не відповідає критеріям, рішення про призупинення її участі приймається за тією ж процедурою, що й при прийомі нових учасників, але виключає відповідну державу з процедури голосування. Якщо держава-учасниця бажає вийти з PESCO, вона просто повідомляє Раду про видалення її зі списку учасників. Усі інші рішення та рекомендації Ради щодо питань PESCO, які не стосуються списку учасників, вимагають одноголосного голосування держав-учасниць.
Критерії, встановлені в Протоколі PESCO:
- співпрацювати та узгоджувати вимоги та об’єднувати ресурси в галузях, пов’язаних із придбанням, дослідженнями, фінансуванням та використанням оборонного обладнання, зокрема програмами та ініціативами Європейського оборонного агентства (наприклад, Кодекс поведінки щодо оборонних закупівель)
- спроможність забезпечити, як на національному рівні, так і як компонент багатонаціональних угруповань сил, цільові бойові підрозділи для запланованих місій, структуровані на тактичному рівні як бойова група, з елементами підтримки, включаючи транспорт (повітряні перевезення, морські перевезення) і матеріально-технічне забезпечення, в межах період від п’яти до 30 днів, зокрема у відповідь на запити Організації Об’єднаних Націй, який може бути продовжений на початковий період у 30 днів і продовжений щонайменше до 120 днів.
- здатні виконувати у зазначені терміни завдання спільних операцій з роззброєння, гуманітарно-рятувальних завдань, військових консультацій та допомоги, запобігання конфліктам і миротворчих завдань, завдань бойових сил у врегулюванні криз, у тому числі миротворчих та постконфліктних. стабілізація.[2]

## Збройні сили, що беруть участь
Наступні країни-члени оголосили про свій намір брати участь у PESCO:
- Австрія
- Бельгія
- Болгарія
- Хорватія
- Кіпр
- Чехія
- Естонія
- Фінляндія
- Франція
- Німеччина
- Греція
- Угорщина
- Ірландія
- Італія
- Латвія
- Литва
- Люксембург
- Нідерланди
- Польща
- Португалія
- Румунія
- Словаччина
- Словенія
- Іспанія
- Швеція

Згідно зі статтею 46 ДЄС, такі країни-члени ЄС, які не беруть участь у ЄС, можуть подати запит на приєднання, повідомивши про це Раду, яка схвалить на основі кваліфікованої більшості держав-учасниць:
- Данія, як частина її відмови від деяких політик ЄС, не бере участи в спільній оборонній політиці. Однак після російського вторгнення в Україну в 2022 році виборці на референдумі вирішили припинити цю відмову,[17] після чого країна може розглянути можливість участі в PESCO.[18]
- Мальта хоче спочатку побачити, як розвиватиметься PESCO, оскільки це може порушити Конституцію Мальти (пункт про нейтралітет).[19]

З листопада 2020 року треті країни також можуть брати участь у PESCO. Канада, Норвегія та США подали заявки на участь у проєкті покращення військової мобільності в Європі. Норвегія брала активну участь у минулих військових операціях ЄС. Незабаром уряди ЄС приймуть рішення щодо заявок у багатоетапному процесі прийому.

### Нейтральні держави
PESCO включає чотири з п’яти держав ЄС, які є нейтральними (Австрія, Фінляндія, Ірландія та Швеція). Деякі члени ірландського парламенту вважали приєднання Ірландії до PESCO як відмову від нейтралітету. Цей захід був прийнятий, уряд стверджував, що його природа дозволила Ірландії «приєднатися до корисних елементів PESCO, таких як боротьба з тероризмом, кібербезпека та підтримання миру». Хоча критики участі Ірландії вказують на зобов’язання збільшити витрати на оборону, уряд дав зрозуміти, що 2% зобов’язання є колективним, а не для кожної держави окремо. Ірландський уряд чітко дав зрозуміти, що будь-яке збільшення витрат Ірландії на оборону буде незначним. Мальта, єдина нейтральна держава, яка не брала участі, стверджувала, що збирається почекати і подивитися, як розвиватиметься PESCO, щоб побачити, чи не порушить вона нейтралітет Мальти.
У Швейцарії опитування громадської думки, проведене через два місяці після російського вторгнення в Україну в 2022 році, показало підтримку приєднання країни до PESCO.

### НАТО
Близько 4/5 членів PESCO також є державами-членами НАТО. Одна держава ЄС (Данія) є членом НАТО, але не членом PESCO. Хоча PESCO було створено частково через сумніви щодо прихильности Сполучених Штатів до НАТО, чиновники наголошують, що PESCO буде доповнювати безпеку НАТО, а не конкурувати з нею. Генеральний секретар НАТО Єнс Столтенберґ також підкреслив, що військова мобільність є ключовим прикладом співпраці НАТО та ЄС.
Сполучені Штати кілька разів висловлювали занепокоєння та публікували «застереження» щодо PESCO, що, на думку багатьох аналітиків, є ознакою того, що Сполучені Штати побоюються втрати впливу в Європі, оскільки військовий самодостатній ЄС зробить НАТО все більш неактуальним.
Міністр оборони Аннегрет Крамп-Карренбауер (ХДС) назвала участь третьої країни в PESCO «проривом», що також означало «імпульс» для співпраці між ЄС і НАТО.

#### Критика та лобіювання з боку Сполучених Штатів
Сполучені Штати кілька разів висловлювали занепокоєння та публікували «попередження» щодо PESCO, що, на думку багатьох аналітиків, є ознакою того, що Сполучені Штати побоюються втрати впливу в Європі, оскільки самодостатній у військовому плані ЄС зробить НАТО все більш неактуальним. Поряд з кращим військовим співробітництвом, PESCO також прагне посилити оборонну промисловість країн-членів і створити робочі місця в ЄС, що кілька американських політиків критикували через побоювання втратити прибуток від країн ЄС (у середньому Сполучені Штати продають більше 1 мільярд євро зброї країнам ЄС на рік). За словами Франсуази Гросетет, члена Європейського парламенту з 1994 по 2019 рік, США активно лобіюють проти посилення військового співробітництва між державами-членами ЄС, заходячи до того, що безпосередньо запрошують євродепутатів на «приватні вечері», щоб спробувати переконати їх голосувати проти будь-яких директив або законів, які мають на меті посилити військову співпрацю в ЄС.
Незважаючи на протидію PESCO, Сполучені Штати висловили бажання взяти участь у проєкті військової мобільності у 2021 році  Європейські аналітики припустили, що це може бути спробою підірвати незалежну європейську оборонну політику зсередини.

## Управління
PESCO має двошарову структуру:
- Рівень Ради: Відповідальний за загальне спрямування політики та прийняття рішень, у тому числі щодо механізму оцінки, щоб визначити, чи виконують держави-члени свої зобов'язання. Голосують лише члени PESCO, рішення приймаються одноголосно (крім рішень щодо припинення членства та вступу нових членів, які приймаються кваліфікованою більшістю).
- Рівень проєктів: кожним проєктом керуватимуть ті країни-члени, які вносять у нього внесок, відповідно до загальних правил управління проєктами, які будуть розроблені на загальному рівні.

### Секретаріат
Європейська служба зовнішніх дій (EEAS), включаючи Військовий штаб ЄС (EUMS), і Європейське оборонне агентство (EDA) спільно діють як Секретаріат PESCO, забезпечуючи єдину контактну точку в рамках Союзу з усіх питань PESCO.

### Фінансування
Проєкти PESCO будуть стимулюватися новоствореним Європейським оборонним фондом Європейської комісії.

## Проєкти

### Заплановані
Перші проєкти PESCO починалися зі списку з 50 ідей і були скорочені, щоб надати короткий список невеликих проєктів. У майбутньому плануються великі проєкти озброєння (сили ЄС використовують 178 різних систем озброєння порівняно з 30 у США), але спочатку PESCO буде зосереджено на менших операціях, щоб закласти основу. Наразі розробляються 60 проектів PESCO.
Проєкти PESCO зараз розробляються в морській, повітряній, наземній, кібернетичній, космічній сферах, в навчальній сфері, а також у спільних і стимулюючих областях. Військовий потенціал напрацьовується з довгостроковою перспективою. Кожен проєкт має свій власний графік і націлений на конкретні результати. 
Держави-учасниці PESCO самостійно вирішують, до яких проєктів їм долучатись, та можуть самостійно ініціювати проведення проєктів. Фінансуються такі проєкти Європейським оборонним фондом Європейської комісії після затвердження їх Радою.
Кожен із проектів виконується різною групою держав-учасниць PESCO і координується однією або кількома державами-учасницями PESCO. Учасники проекту можуть домовитися між собою, щоб дозволити іншим державам-членам приєднатися як учасник проекту або стати спостерігачем проекту